# آزادی از فقر (نقاشی)
آزادی از فقر، تصویر شکرگزاری یا من برای کریسمس خانه خواهم بود سومین نقاشی رنگ روغن از مجموعه آزادی‌های چهارگانه اثر هنرمند آمریکایی، نورمن راکول است. این نقاشی از سخنرانی وضعیت کشور آمریکا که در ۶ ژانویه ۱۹۴۱ توسط فرانکلین روزولت در برابر کنگره ایالات متحده آمریکا ایراد شد و به سخنرانی آزادی‌های چهارگانه شناخته می‌شود الهام گرفته‌است.
این نقاشی در نوامبر ۱۹۴۲ تکمیل شد و در شماره ۶ مارس ۱۹۴۳ مجله ستردی ایونینگ پُست منتشر شد. همه افرادی که در نقاشی دیده می‌شوند از اقوام و دوستان راکول در آرلینگتون ورمانت هستند. راکول از همه آن‌ها به صورت جداگانه عکس‌برداری کرد و از این عکس‌ها برای پدیدآوردن اثرش بهره برد. این اثر، گروهی از افراد را ترسیم کرده که برای خوردن ناهار روز تعطیل دور میز ناهارخوری گردآمده‌اند. استفاده راکول از رسوم روز شکرگزاری در اثر، باعث شده تا اثر به‌طور جداگانه به نمادی از تعطیلی روز شکرگزاری و گرد هم آمدن همه اعضای خانواده، تبدیل شود. نشریه پُست این نقاشی را با همراهی جستاری از کارلوس بلوسان منتشر کرد. جستار بلوسان به نمایندگی از کسانی که به جای دشواری‌های سیاسی-اجتماعی خارجی، متحمل سختی‌های اقتصادی-اجتماعی داخلی می‌شدند سخن می‌گفت و همین مسئله او را برجسته کرد.
این نقاشی خاستگاه طیف گسترده‌ای از اقتباس‌ها از جمله پَرُدی (نقیضه) و استفاده‌های دیگری مانند جلد کتاب نورمن راکول، تصویرساز در سال ۱۹۴۶ بوده‌است. اگرچه این تصویر در ایالات متحده آمریکا محبوب بود و چنین ماند در اروپا که گرفتار جنگ جهانی دوم بود و روزگار سختی را می‌گذراند باعث اعتراضاتی شد. از دید هنری، این اثر نمونه تحسین‌شده‌ای از غلبه بر چالش استفاده از رنگ سفید روی رنگ سفید است و یکی از پرآوازه‌ترین آثار راکول به حساب می‌آید.

## پیشینه
«سومین آزادی، آزادی از فقر و نیاز است که به زبان اصطلاحات جهانی، به معنای فهمی اقتصادی است که برای هر ملتی، یک زندگی سالم و صلح‌آمیز را تضمین کند، در همه‌جای جهان.»

—فرانکلین دلانو روزولت، سخنرانی ۶ ژانویه ۱۹۴۱ وضعیت کشور آمریکا و معرفی موضوع آزادی‌های چهارگانه.
آزادی از فقر سومین نقاشی از مجموعه آزادی‌های چهارگانه اثر نورمن راکول است. این نقاشی از سخنرانی وضعیت کشور آمریکا که فرانکلین روزولت در ۶ ژانویه ۱۹۴۱ در برابر کنگره هفتادوهفتم آمریکا ایراد کرد و بعداً به آزادی‌های چهارگانه شناخته می‌شود الهام گرفته‌است. روزولت، در طول فعالیت‌های سیاسی‌اش از جنبش حقوق بشر دفاع می‌کرد. او در این سخنرانی که همزمان با جنگ جهانی دوم و در هنگام اشغال بیشتر سرزمین‌های اروپای غربی به دست آلمان نازی ایراد می‌شد خطاب به کنگره از شهروندان آمریکایی خواست تا از تلاش‌های جنگی به روش‌های گوناگون پشتیبانی کنند. او گفت که آینده‌ای بهتر را متصور است که مبتنی بر «آزادی‌های چهارگانه» است: آزادی بیان، آزادی پرستش، آزادی از فقر و آزادی از ترس. در اوایل دهه ۱۹۴۰ (میلادی) آزادی‌های چهارگانه‌ای که روزولت مطرح کرد برای بسیاری هنوز مبهم و انتزاعی به نظر می‌آمدند. اما دولت‌مردان از آن‌ها برای تقویت میهن‌دوستی استفاده کردند. سخنرانی روزولت به این علت پرآوازه است که «ویژگی‌های عینی جنگ را مشخص کرده و دیدگاه امیدوارانه او را به جهان پس از جنگ آشکار می‌کند.» سخنرانی او به آگاه شدن کنگره و ملت از وضعیت وخیم جنگی که آن‌ها را به خود می‌خواند کمک کرد و هدف‌های ایدئولوژیک از درگیری‌های مسلحانه لازم را بیان کرد و از کنگره و ملت می‌خواست که به این آزادی‌های چهارگانه باور داشته باشند.
موضوع آزادی‌های چهارگانه بعدتر به بیانیهٔ جنگ جهانی دوم کشورهای متفق، به نام منشور آتلانتیک راه یافت و بخشی از منشور ملل متحد شد. راکول نیز بر همین اساس یک مجموعه نقاشی کشید که موضوع هر کدامشان یکی از این آزادی‌ها بود. این مجموعه نقاشی‌ها: آزادی بیان (۲۰ فوریه)، آزادی پرستش (۲۷ فوریه)، آزادی از فقر (۶ مارس) و آزادی از ترس (۱۳ مارس) به همراه جستارهایی از نویسندگان برجسته، طی چهار هفته متوالی در ستردی ایونینگ پست منتشر شدند. نهایتاً پوستر نقاشی‌های این مجموعه به‌طور گسترده منتشر شد و به ابزاری در دست دولت ایالات متحده برای فروش اوراق قرضه جنگی مبدل شد.

## نقاش

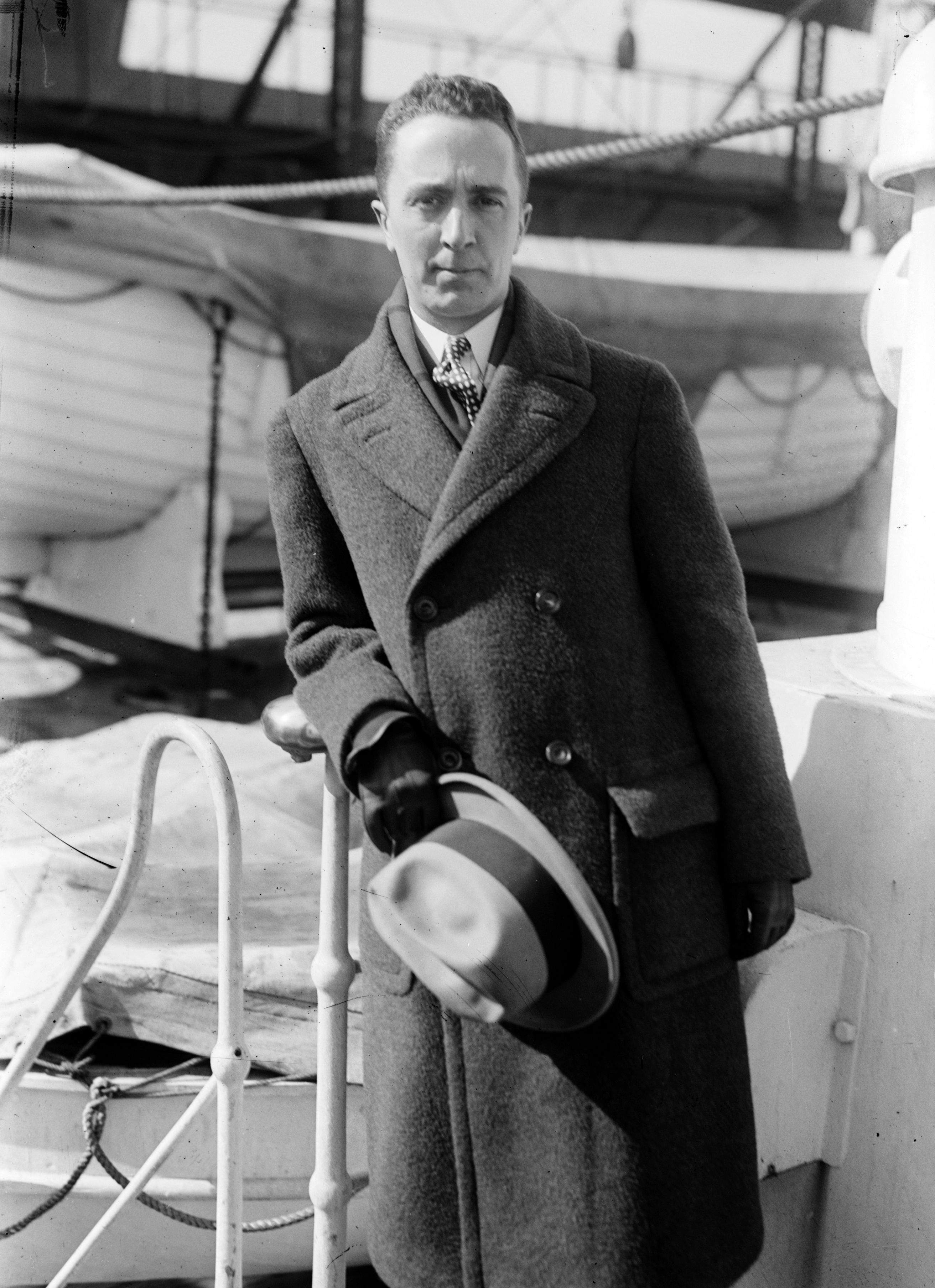
تصویری بدون تاریخ از نورمن راکول.

نورمن راکول (۳ فوریه ۱۸۹۴ – ۸ نوامبر ۱۹۸۷) نویسنده، نقاش و تصویرگر آمریکایی بود. آثار او به خاطر انعکاس دادن فرهنگ و هنر آمریکایی به شکل گسترده‌ای در ایالات متحده آمریکا محبوب بود و خریدار داشت. بیشتر شهرت راکول به خاطر بیش از پنج‌دهه تصویرسازی برای جلد مجله ستردی ایونینگ پست است. راکول بین سال‌های ۱۹۱۶ و ۱۶ دسامبر ۱۹۶۳ که تاریخ طراحی جلد یادبود جان اف. کندی است برای مجله ستردی ایونینگ پست ۳۲۲ جلد طراحی کرد که از جمله پرمخاطب‌ترین مجلات آمریکایی به حساب می‌آید.
جلدهایی که راکول طراحی کرده‌است زوایای انسانی تلاش‌های جنگی آمریکا را برجسته کردند. این تصاویر پشتیبان تلاش برای گسترش اوراق قرضه جنگی بودند و زنان را به کار و مردان را به نام‌نویسی در ارتش تشویق می‌کردند. تصویرهای او موضوعاتی چون میهن‌دوستی، شور، تغییر نقش‌های معین جنسیتی، همبستگی، عشق، کار، اجتماع و خانواده را به خدمت گرفته‌اند. راکول به عنوان تصویرگر مجله در طول جنگ، طرح‌هایی شبیه آثار وینسلو هومر، تصویرگر مجله هارپرز ویکلی در طول جنگ داخلی آمریکا می‌کشید. به نظر می‌رسد که نقاشی‌های چهارگانه راکول بر پذیرفته‌شدن آزادی‌های چهارگانه روزولت به عنوان یک هدف، مؤثر بوده‌است.
راکول شخصیتی غیرسیاسی شناخته‌می‌شد که با این وجود از «تحمل تفاوت‌ها، حسن نیت، مهربانی و آزادی‌هایی که روزولت تقسیم‌بندی کرده‌بود» حمایت می‌کرد. او بر این باور بود که آزادی‌هایی که روزولت به آن‌ها رهنمون شده، ارزش مبارزه دارند و بنابراین جدا از آزادی‌های چهارگانه، مشارکت‌های زیادی در زمینه فعالیت‌های تبلیغی جنگی انجام داد. او به صورت گسترده برای خلق شخصیت خیالی و ایدئال دوران جنگ خود ویلی گیلیس و تصویرگری رزی پرچ‌کن شناخته شده‌است. برخی از دیگر آثار دوران جنگ او به نام شناخته‌می‌شوند مانند اخبار جنگ و سرباز به‌خانه‌بازگشته. او همین‌طور مسئول تشویق حمایت‌های فردی از جنگ از طریق خلق پوسترهایی چون سریع به‌خانه‌برگشتن (۱۹۴۳) نیز بوده‌است.
ولادیمیر نابوکوف در مورد او گفته که تکنیک درخشان راکول در خدمت کارهای پیش‌پاافتاده و کم‌ارزش قرار گرفته بود و در کتابش پنین گفته سالوادور دالی برادر دوقلوی راکول بود که در کودکی توسط کولی‌ها ربوده‌شد. منتقدان راکول را به جای هنرمند، تصویرساز می‌نامیدند؛ نامی که برای خود راکول اهمیتی نداشت چراکه خودش هم خود را تصویرگر می‌خواند.

## توصیف
آزادی از فقر یک نقاشی رنگ روغن روی بوم در اندازه‌های ۱۱۶٫۲ در ۹۰٫۲ سانتیمتر (۴۵٫۷ در ۳۵٫۵ اینچ) است. موزه نورمن راکول این اثر را یک تصویرسازی مکمل برای متن ستردی ایونینگ پست خوانده با این قید که تصویر همچنان دارای بیان بصری مستقلی نیز هست.
این نقاشی مادری با پیش‌بند را نشان می‌دهد که یک بوقلمون کباب‌شده را جلوی خانواده‌ای متشکل از چندین نسل می‌گذارد. نقاشی عملاً ارزش‌های خانوادگی ایدئال راکول را نمایش می‌دهد؛ پدر با علاقه و تأیید از رأس میز که عنصر مرکزی نقاشی نیز هست، به این لحظه نگاه می‌کند. به گفته لنی بنت رومیزی چین‌خورده نشان می‌دهد که این موقعیتی ویژه است تا «آنچه داریم را با آن‌ها که دوست‌شان می‌داریم، تقسیم کنیم.» روی میز ظرفی از میوه، کرفس، خیارشور و چیزی که به نظر سس کرنبری می‌رسد، وجود دارد. به گفته ریچارد هالپرن یک ظرف نقره دربسته هم روی میز هست که به صورت سنتی داخلش سیب‌زمینی می‌گذارند اما بنت این ظرف را ظرف دربستهٔ کسرول توصیف می‌کند. کارد و چنگال‌ها کمتر از نمایش سفید پارچهٔ کتان رومیزی، بشقاب‌های سفید و لیوان‌های پر از آب، برجسته شده‌اند. افراد حاضر در نقاشی هنوز شروع به خوردن غذا نکرده‌اند و نقاشی، تقابل بشقاب‌های خالی و فضای خالی میان آن‌ها با تصاویر فراوانی و وفور بیش‌ازاندازه را نشان می‌دهد.

## خلق اثر
در میانه ژوئن ۱۹۴۱ راکول طرح‌های اولیه از نقاشی‌های آزادی‌های چهارگانه را که با زغال کشیده بود به هیئت اداره اطلاعات جنگ ایالات متحده ارائه کرد. کارهای او از سوی یک مقام رسمی رد شد که گفته‌بود «در جنگ قبلی شما تصویرگران پوسترها را طراحی کردید. در این جنگ قصد داریم از هنرمندان هنرهای زیبا، یعنی هنرمندان واقعی، استفاده کنیم.» بااین‌همه، سردبیر ستردی ایونینگ پست، بن هیبس ظرفیت این مجموعه را دریافت و راکول را تشویق کرد تا آن‌ها را فوراً آماده کند. در اوایل پاییز همان‌سال، نویسندگانِ جستارهای همراه این نقاشی‌ها، نوشته‌های‌شان را تحویل دادند. نگرانی راکول این بود که جستار بلوسان برای آزادی از فقر با نقاشی هماهنگی ندارد. در میانهٔ نوامبر، هیبس برای راکول نامه نوشت و از او خواست کار سوم را به همان صورت سابق انجام دهد و طرح را عوض نکند. هیبس نگرانی راکول را بی‌مورد خواند و برایش توضیح داد که تنها کافی است تصویرسازی و جستار عنوان یکسانی داشته باشند و اتحاد موضوعی ضروری نیست. او راکول را با این هشدار که به‌زودی چاپ چهاررنگ از سوی دولت ممنوع ممنوع می‌شود و مجله مجبور خواهد شد کار را به صورت دورنگ چاپ کند، تحت فشار گذاشت.
آشپزمان، غذا را پخت و من نقاشی‌اش را کشیدم و همگی غذا را خوردیم. این یکی از معدود دفعاتی بود که من مدل نقاشی‌ام را خوردم.
در ۱۹۴۲ راکول تصمیم گرفت تا از همسایه‌هایش به عنوان مدل نقاشی‌های مجموعه استفاده‌کند. او در آزادی از فقر از اتاق نشیمن خودش برای مکان نقاشی استفاده کرد و از همسایگانش به عنوان منتقد، مشاور و مدل بهره برد. راکول برای این نقاشی از آشپزش در حالی که بوقلمون را برای روز شکرگزاری ۱۹۴۲ روی میز می‌گذاشت، عکس گرفت. به گفتهٔ خودش، راکول بوقلمون را همان‌روز نقاشی کرد و برخلاف آزادی بیان و پرستش، اجرای این نقاشی برایش دشوار نبود. همسر راکول، مری، به همراه آشپز خانواده، خانم تادئوس ویتن، که در حال گذاشتن بوقلمون کبابی روی میز است، در نقاشی حضور دارند. از ۹ فرد بزرگسال و دو کودکی که در نقاشی به تصویر درآمده‌اند، در استودیوی راکول عکس‌برداری شد و راکول بعدتر نقاشی‌شان را کشید. مدل‌ها (به صورت ساعت‌گرد از ویتن) عبارتند از لستر براش، فلورنس لیندسی، نانسی مادر راکول، جیم مارتین، آقای ویتن، مری راکول، چارلز لیندسی و فرزندان هوسینگتن. جیم مارتین در هر چهار نقاشی مجموعه حضور دارد. شرلی هوسینگتن دختری که در انتهای میز نشسته در آن زمان شش‌سال داشت.
پس از این‌که مجموعه آزادی‌های چهارگانه در ستردی ایونینگ پست به چاپ رسید، مجله تصمیم گرفت نسخه‌هایی از مجموعه را برای فروش به عموم عرضه کند و در نهایت ۲۵٬۰۰۰ سفارش دریافت کرد. علاوه‌براین، هیئت اداره اطلاعات جنگ ایالات متحده که شش ماه پیش از آن از به‌کار گرفتن راکول برای کشیدن آزادی‌های چهارگانه امتناع کرده بود، ۲٬۵ میلیون نسخه از این مجموعه را برای استفاده در اوراق قرضه جنگی در ۱۹۴۳ درخواست کرد.
راکول این نقاشی را تحت مالکیت مجموعه‌ای درآورد که بعدها تبدیل به موزه نورمن راکول در استوکبریج، ماساچوست شد و هم‌اکنون این نقاشی بخشی از مجموعهٔ دائمی آن موزه به حساب می‌آید. راکول از ۱۹۵۳ تا زمان مرگش در ۱۹۷۸ در استوکبریج زندگی می‌کرد.

## بازخوردها

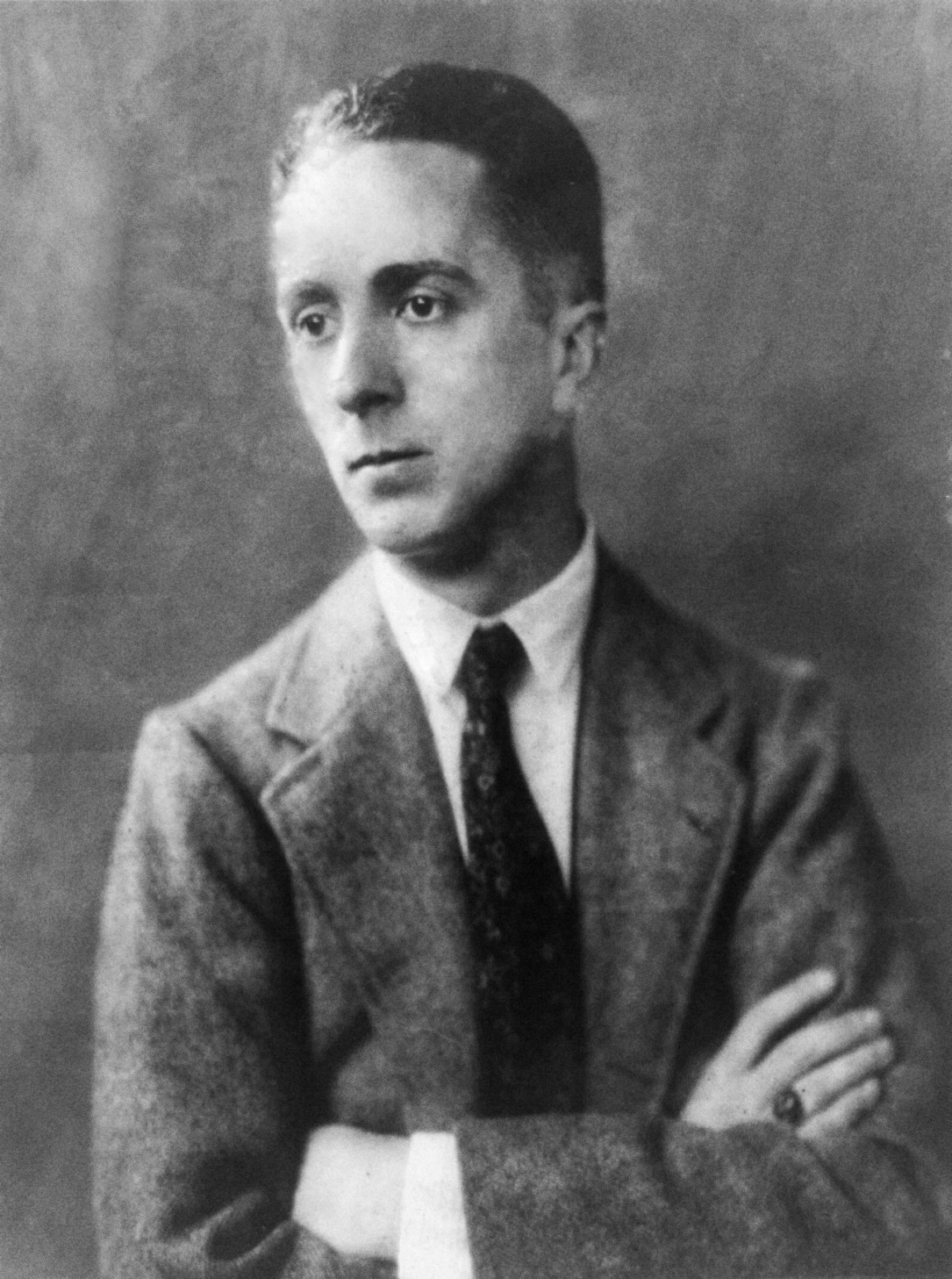
نورمن راکول پیش از ۱۹۲۳.

آزادی از فقر یکی از بهترین کارهای راکول به‌حساب می‌آید و بیشتر از سه نقاشی دیگر این مجموعه در کتاب‌های هنری دیده‌شده و با بررسی انتقادی و تفسیر مواجه شده‌است. براساس گفته لیندا روزنکراتس که این نقاشی را با کارت‌های کریسمس هالمارک مقایسه کرده، بااین‌که همه اشارات به این نقاشی با هدف نشان‌دادن میهن‌پرستی در دوران جنگ ارائه شده‌اند، آزادی از فقر نماد «کنارهم‌بودن خانواده، صلح و وفور و فراوانی» شده‌است و چنان اثری در اجتماع آمریکا گذاشته که به «شکرگزاری نورمن راکول» مشهور شده‌است.
نقاشی با تزریق کردن نوستالژی به موضوع آمریکاییِ جشن گرفتن تعطیلات، نشان می‌دهد اختصاصی به روز شکرگزاری ندارد و از همین‌رو گاهی من برای کریسمس خانه خواهم بود نیز نامیده می‌شود. فراوانی و وحدت در نقاشی نشان می‌دهد که امید شورمندانه‌ای به یک دنیای پس از جنگ وجود دارد.
به گفته امی دمپسی نویسنده، نقاشی‌های راکول در طول جنگ سرد، ارزش‌های سنتی آمریکایی را با نشان‌دادن آمریکایی‌ها به‌عنوان مردمانی آزاد و موفق، تصدیق کرد. به نظر می‌رسد آثار راکول را در میان جنبش‌های هنری و سبک‌ها بتوان در سبک منطقه‌گرایی طبقه‌بندی کرد. آثار راکول گاهی نسخه‌ای ایدئال از گذشته روستایی و کشاورزی آمریکا به دست می‌دهند. خود راکول، واقع‌گرایی‌اش را چنین خلاصه می‌کرد: «من زندگی را چنان‌که دوست دارم باشد، نقاشی می‌کنم.»
با وجود خوشبینی عمومی راکول، او در مورد به‌تصویر کشیدن چنین بوقلمون بزرگی درحالی که اروپا در اثر تلاطم جنگ جهانی دوم «گرسنگی می‌کشید، تاراج می‌شد و مردمش آواره می‌شدند»، دچار شک شده بود. راکول اشاره‌کرد که این نقاشی در اروپا محبوب نبود: «اروپایی‌ها به نحوی این نقاشی را تحقیر کردند به این خاطر که میزی که تا این حد از غذا انباشته شده، آزادی از نیاز را نشان نمی‌دهد بلکه نمایشگر فراوانی بیش‌ازحد است.» خارج از ایالات متحده همه این فراوانی را بیش‌ازحد می‌دانستند. بااین‌همه ریچارد هالپرن می‌گوید نقاشی نه‌تنها وفور بیش‌ازحد را نشان می‌دهد، بلکه نشان‌دهنده «خانواده، امنیت و آرامش» نیز هست و چنین اظهارعقیده می‌کند که «فراوانی بیش‌ازاندازه به جای به‌اندازه‌بودن، پاسخ درست به نیاز و فقر است.» او تغذیهٔ احساسی عرضه‌شده در تصویر را موازی با تغذیه با غذا در نقاشی می‌داند، چراکه تصویر به شکل قابل‌توجهی مخاطب را به خود می‌خواند. بااین‌حال، راکول با به‌تصویر درآوردن میزی با بشقاب‌های خالی، ظروف و رومیزی کتانی سفید، ممکن است به خاستگاه پیوریتنی روز شکرگزاری اشاره داشته باشد.
برای منتقد هنر، رابرت هیوز، این نقاشی موضوعاتی چون پیوستگی خانوادگی، سادگی، فضیلت و وفور بدون زیاده‌روی را به سبک پیوریتن‌ها نشان می‌دهد، چنان‌که برای نوشیدن، نوشیدنی ساده‌ای چون آب برگزیده شده‌است.
لیزابث کوهن تاریخ‌دان می‌گوید راکول به جای نشان دادن کارگری در حال کار یا دولت‌مردی در حال حمایت از گرسنگان و بی‌خانمان‌ها، یک خانواده را در حال برگزاری جشن در فضای خصوصی خانه نشان می‌دهد و با این کار، می‌گوید تضمین این آزادی، مساوی مسئولیت‌پذیری دولت‌مردان در قبال جامعه یا محصول مشارکت توده‌ها در اقتصاد مصرفی، نیست.
یکی از عناصر قابل‌توجه و از نظر هنری، چالش‌برانگیز نقاشی راکول، استفاده از رنگ سفید روی رنگ سفید است: بشقاب‌های سفید روی رومیزی سفید قرارگرفته‌اند. منتقد هنری دبورا سولومون این استفاده را «یکی از جاه‌طلبانه‌ترین نقش‌آفرینی‌های سفید علیه سفید از زمان خلق سمفونی سفید، شماره ۱: دختر سفید اثر جیمز مک‌نیل ویسلر خوانده‌است.» سولومون بعدتر این اثر را «مرحله تازه‌ای از واقع‌گرایی توصیفی می‌خواند. بااین‌همه نقاشی پُر و شلوغ به‌نظر نمی‌رسد؛ مرکز نقاشی باز و باروح است. قسمت‌های وسیعی از سفیدی نقاشی به‌زیبایی چهره افراد را دربرگرفته است.»
جیم مارتین پایین و راست نقاشی قرار دارد و نگاه موذی و فروتنی به بیننده انداخته‌است. او بیانگر جهانی کوچک از کل لحظه‌ای است که هیچ‌کس برای تشکر از رسم سنتی ناهار روز شکرگزاری وجود ندارد. سولومون این نگاه را جدا از نقاشی‌های دیگر روز شکرگزاری می‌یابد که در آن، افراد حاضر در حالت سنتی نیایش (شکرگزاری) دست‌هایشان را بالا یا پایین نمی‌برند. او این نگاه را نمونه‌ای از رفتار آمریکایی با سنت‌ها می‌داند که هم ناشی از تقدیس سنت است و هم غیررسمی است.
دیوید براون الهی‌دان، قدردانی را معنای ضمنی نقاشی می‌داند درحالی‌که کنث بندینر راکول را متوجه شام آخر عیسی مسیح دانسته‌است و چشم‌انداز نقاشی را بازتابی از تفسیر تینتورتو از شام آخر را می‌داند.

## جستار
آزادی از فقر به عنوان بخشی از مجموعه آزادی‌های چهارگانه به همراه جستاری از کارلوس بلوسان در مجله ستردی ایونینگ پُست منتشر شد. جستار بلوسان به نمایندگی از کسانی که به جای دشواری‌های سیاسی-اجتماعی خارجی، متحمل سختی‌های اقتصادی-اجتماعی داخلی می‌شدند، سخن می‌گفت و همین مسئله او را برجسته کرد. بلوسان سی‌ساله که مهاجری فیلیپینی و کارگر بود، زندگی را به شکلی تجربه کرده بود که با نسخه‌ای که نقاشی راکول عرضه می‌کرد، سازگاری نداشت؛ بلوسان در آن زمان نویسنده‌ای ناشناخته بود و مجبور بود به عنوان یک کارگر مهاجر، با عوض کردن شغل‌های متفاوت، گذران زندگی کند. ویراستاران پست با سفارش جستار به بلوسان او را از فقر مهاجرت خلاص کردند. بلوسان در خلال جنگ جهانی دوم و هنگامی به شهرت رسید که کشور مشترک‌المنافع فیلیپین، که در آن روزگار قلمرو ایالات متحده به حساب می‌آمد، به دست ژاپن اشغال شد. بسیاری از آمریکایی‌ها، بلوسان را پس از آن جستار شناختند. نسخهٔ‌اصلی جستار بلوسان را مجلهٔ پست گم کرد و بلوسان که رونوشت کاربنی از آن نداشت، تنها توانست پیش‌نویس آن را در باری در تاکوما بیابد.
آزادی از فقر در گذشته کمابیش در فلسفه‌های استاندارد لیبرال جهان غرب بیش از سه آزادی دیگر (بیان، ترس و پرستش) مطرح شده بود؛ این آزادی، آزادی اقتصادی را به عنوان یک آرمان اجتماعی به ارمغان آورده‌بود. بلوسان در جستارش، با پیشنهاد دادن این‌که آمریکایی‌ها «باتوجه به نیازها و توانایی‌هایشان، فرصت‌های برابر برای خدمت به خود و دیگران» داشته باشند و انعکاسی است از این گفته کارل مارکس که «از هرکس براساس توانایی‌هایش، به هرکس براساس نیازهایش»، آزادی منفی (آزادی از) را یک آزادی مثبت تلقی می‌کند. در بند آخر جستار، عبارت «آمریکایی که ما دوست داریم ببینیم، تنها فیزیکی نیست بلکه دنیایی روحانی و عقلانی است»، آمریکایی برابری‌طلب را توصیف می‌کند. جستار بلوسان با بیانی که شبیه به لحن استاین‌بک در آثاری چون خوشه‌های خشم است، از جانب کسانی سخن می‌گوید که در دموکراسی کاپیتالیست برای زنده ماندن مبارزه می‌کنند، و نوشته‌ای «تکان‌دهنده و برّان» در مقابله با پشت صحنهٔ مهمانیِ فراوانیِ راکول به‌حساب می‌آید. جستار بلوسان این مسئله را مطرح می‌کند که تا زمانی که شهروندان تعهداتی به دولت دارند، دولت هم وظیفه دارد سطح اولیه‌ای از معاش را برای آن‌ها فراهم آورد. بلوسان این مورد را مطرح کرد که نیو دیل (برنامهٔ اقتصادی و اجتماعی فرانکلین روزولت) همچنان‌که ضروریات زندگی آمریکایی‌ها را تضمین نکرده، تاکنون آزادی از فقر و نیاز را نیز مفروض ندانسته‌است.

## در فرهنگ عامه

### هنرهای تجسمی

کاور آلبوم کریسمس سال ۲۰۰۸ تونی بنت با عنوان اِ سوینگینگ کریسمس که نقیضه آزادی از فقر است.

- از این نقاشی به عنوان طرح روی جلد کتاب نورمن راکول، تصویرساز استفاده شده‌است؛ این کتاب اوایل کار او و زمانی که وی محبوب‌ترین تصویرگر آمریکایی شناخته می‌شد نوشته شده‌است.[۹۵] حالت شمایل‌گونهٔ تصویر به طنز و نقیضه منجر شد.
- مجله مَد در شماره ۳۹ خود (آوریل ۱۹۵۸) نسخهٔ طنزی با عنوان «ستردی ایونینگ پِست» (آفت عصر شنبه) منتشر کرد که از نقیضه آزادی از فقر به عنوان طرح روی جلدش استفاده شده بود. در این نقیضه، وضعیت خانواده خیلی با وضعیت ایدئال فاصله دارد.
- نقاش نیویورکی، فرانک مور[غ] نقاشی راکول را به صورتی بازطراحی کرد که خانواده تمامسفیدپوست راکول، به خانواده‌ای از نژادهای مختلف تبدیل شدند و عنوان نقاشی را آزادی برای تقسیم‌کردن[ف] گذاشت؛ در آن اثر، سینی حاوی بوقلمون، پر است از لوازم مراقبت‌های درمانی.[۹۶] از میان بازنمایی‌های مشهورتر می‌توان به میکی و مینی ماوس اشاره کرد که خانواده کارتونی‌شان را با بوقلمونی سرگرم می‌کردند. در چندین کاریکاتور سیاسی و حتی تبلیغات سبزیجات یخ‌زده نیز از این تصویر استفاده شده‌است.[۹۷]
- از این نقاشی در اپیزود ۲۳ فصل سوم مجموعه تلویزیونی خانواده امروزی (۱۶ مه ۲۰۱۲) استفاده شده‌است.[۹۸]
- تقلید دیگری از این نقاشی، تصویر جلد آلبوم کریسمس سال ۲۰۰۸ تونی بنت با عنوان اِ سوینگینگ کریسمس بوده‌است.[۹۹][۱۰۰] در این نقیضه همه افراد گروه کاونت بیسی (۱۳ نفر) حضور دارند.[۱۰۱]
- یکی از پوسترهای تبلیغاتی فیلم ددپول ۲ نیز شامل یک پارودی از این نقاشی با حضور شخصیت‌های فیلم دور میز بود.[۱۰۲]

### فیلم
- لحظه‌ای در پایان انیمیشن لیلو و استیچ (۲۰۰۲) وجود دارد که شخصیت‌های کارتون را به همراه چند شخصیت که مشخصاً از شکل‌های بیگانه حیات هستند را دور میز جشن شکرگزاری نشان می‌دهد که مشخصاً بازتابی از نقاشی راکول است.[۱۰۳]
- در فیلم نقطه کور (۲۰۰۹) هنگامی که خانواده شان چویی دور میز جشن شکرگزاری نشسته‌اند، صحنه به نسخه‌ای از نقاشی راکول تبدیل می‌شود.[۱۰۴]

## یادداشت
1. ↑  این جستار یکی از قابل‌توجه‌ترین آثار نویسنده محسوب شده و با خوشه‌های خشم اثر جان استاین‌بک مقایسه می‌شود.

## واژه‌ها
1. ↑  Homecoming Soldier
2. ↑  Hasten the Homecoming
3. ↑  Lennie Bennett
4. ↑  Richard Halpern
5. ↑  servings
6. ↑  Ben Hibbs
7. ↑  Mrs. Thaddeus Wheaton
8. ↑  Lester Brush
9. ↑  Florence Lindsey
10. ↑  Jim Martin
11. ↑  Mr. Wheaton
12. ↑  Mary Rockwell
13. ↑  Charles Lindsey
14. ↑  Hoisington
15. ↑  Shirley Hoisington
16. ↑  Linda Rosenkrantz
17. ↑  Amy Dempsey
18. ↑  Lizabeth Cohen
19. ↑  Deborah Solomon
20. ↑  David Brown
21. ↑  Kenneth Bendiner
22. ↑  Frank Moore
23. ↑  Freedom to Share